# 100 meter för damer i friidrott vid olympiska sommarspelen 1980
100 meter för damer vid olympiska sommarspelen 1980 i Moskva avgjordes 25-26 juli. 

## Medaljörer
| Gren      | Guld                                 | Guld  | Silver                     | Silver | Brons                          | Brons |
| 100 meter | Ljudmila Kondratjeva · Sovjetunionen | 11,06 | Marlies Göhr · Östtyskland | 11,07  | Ingrid Auerswald · Östtyskland | 11,14 |

## Resultat
- Q innebär avancemang utifrån placering i heatet.
- q innebär avancemang utifrån total placering.
- DNS innebär att personen inte startade.
- DNF innebär att personen inte fullföljde.
- DQ innebär diskvalificering.
- NR innebär nationellt rekord.
- OR innebär olympiskt rekord.
- WR innebär världsrekord.
- WJR innebär världsrekord för juniorer
- AR innebär världsdelsrekord (area record)
- PB innebär personligt rekord.
- SB innebär säsongsbästa.

### Final
- Hölls den 26 juli 1980

| Placering | Final                      | Tid   |
| --------- | -------------------------- | ----- |
|           | Ljudmila Kondratjeva (URS) | 11,06 |
|           | Marlies Göhr (GDR)         | 11,07 |
|           | Ingrid Auerswald (GDR)     | 11,14 |
| 4.        | Linda Haglund (SWE)        | 11,16 |
| 5.        | Romy Müller (GDR)          | 11,16 |
| 6.        | Kathy Smallwood-Cook (GBR) | 11,28 |
| 7.        | Chantal Réga (FRA)         | 11,32 |
| 8.        | Heather Hunte-Oakes (GBR)  | 11,34 |

### Semifinaler
- Hölls lördagen den 26  1980

| Placering | Heat 1                     | Tid   |
| --------- | -------------------------- | ----- |
| 1.        | Romy Müller (GDR)          | 11,22 |
| 2.        | Ingrid Auerswald (GDR)     | 11.27 |
| 3.        | Kathy Smallwood-Cook (GBR) | 11.30 |
| 4.        | Heather Hunte-Oakes (GBR)  | 11.36 |
| 5.        | Vera Anisimova (URS)       | 11.51 |
| 6.        | Emma Sulter (FRA)          | 11.63 |
| 7.        | Mari ja Sjisjkova (BUL)    | 11.65 |
| 8.        | Laureen Beckles (FRA)      | 11.70 |

| Placering | Heat 2                     | Tid   |
| --------- | -------------------------- | ----- |
| 1.        | Ljudmila Kondratjeva (URS) | 11,11 |
| 2.        | Marlies Göhr (GDR)         | 11.18 |
| 3.        | Linda Haglund (SWE)        | 11.36 |
| 4.        | Chantal Réga (FRA)         | 11.36 |
| 5.        | Sonia Lannaman (GBR)       | 11.38 |
| 6.        | Natalja Botjina (URS)      | 11.38 |
| 7.        | Sofka Popova (BUL)         | 11.40 |
| 8.        | Denise Boyd (AUS)          | 11.44 |

### Kvartsfinaler
- Hölls fredagen den 25  1980

| Placering | Heat 1                     | Tid   |
| --------- | -------------------------- | ----- |
| 1.        | Ljudmila Kondratjeva (URS) | 11,06 |
| 2.        | Romy Müller (GDR)          | 11.09 |
| 3.        | Heather Hunte-Oakes (GBR)  | 11.25 |
| 4.        | Denise Boyd (AUS)          | 11.35 |
| 5.        | Marija Sjisjkova (BUL)     | 11.47 |
| 6.        | Emma Sulter (FRA)          | 11.48 |
| 7.        | Brigitte Senglaub (SUI)    | 11.56 |
| 8.        | Marisa Masullo (ITA)       | 11.57 |

| Placering | Heat 2                     | Tid   |
| --------- | -------------------------- | ----- |
| 1.        | Marlies Göhr (GDR)         | 11,12 |
| 2.        | Kathy Smallwood-Cook (GBR) | 11.24 |
| 3.        | Natalja Botjina (URS)      | 11.30 |
| 4.        | Sofka Popova (BUL)         | 11.42 |
| 5.        | Laureen Beckles (FRA)      | 11.54 |
| 6.        | Oguzoeme Nsenu (NGR)       | 11.55 |
| 7.        | Debbie Wells (AUS)         | 11.66 |
| 8.        | Rosie Allwood (JAM)        | 11.69 |

| Placering | Heat 3                  | Tid   |
| --------- | ----------------------- | ----- |
| 1.        | Ingrid Auerswald (GDR)  | 11,12 |
| 2.        | Sonia Lannaman (GBR)    | 11.20 |
| 3.        | Linda Haglund (SWE)     | 11.31 |
| 4.        | Vera Anisimova (URS)    | 11.33 |
| 5.        | Chantal Réga (FRA)      | 11.40 |
| 6.        | Rufina Ubah (NGR)       | 11.60 |
| —         | Els Vader (NED)         | DNF   |
| —         | Helinä Laihorinne (FIN) | DNF   |

### Försöksheat
- Hölls fredagen den 25  1980

| Placering | Heat 1                    | Tid   |
| --------- | ------------------------- | ----- |
| 1.        | Ingrid Auerswald (GDR)    | 11,32 |
| 2.        | Chantal Réga (FRA)        | 11.53 |
| 3.        | Rosie Allwood (JAM)       | 11.68 |
| 4.        | Brigitte Senglaub (SUI)   | 11.69 |
| 5.        | Helinä Laihorinne (FIN)   | 11.70 |
| 6.        | P. T. Usha (IND)          | 12.27 |
| 7.        | Bessey de Létourdie (SEY) | 13.04 |
| 8.        | Elżbieta Stachurska (POL) | DSQ   |

| Placering | Heat 2               | Tid   |
| --------- | -------------------- | ----- |
| 1.        | Romy Müller (GDR)    | 11,41 |
| 2.        | Denise Boyd (AUS)    | 11.56 |
| 3.        | Sonia Lannaman (GBR) | 11.58 |
| 4.        | Marisa Masullo (ITA) | 11.77 |
| 5.        | Lelieth Hodges (JAM) | 11.79 |
| 6.        | Marième Boye (SEN)   | 12.42 |
| 7.        | Edwige Bancole (BEN) | 13.19 |
| 8.        | Seuth Khampa (LAO)   | 14.62 |

| Placering | Heat 3                      | Tid   |
| --------- | --------------------------- | ----- |
| 1.        | Marlies Göhr (GDR)          | 11,41 |
| 2.        | Vera Anisimova (URS)        | 11.53 |
| 3.        | Marija Sjisjkova (BUL)      | 11.57 |
| 4.        | Els Vader (NED)             | 11.61 |
| 5.        | Oguzoeme Nsenu (NGR)        | 11.72 |
| 6.        | Françoise Damado (SEN)      | 12.16 |
| 7.        | Mosi Alli (SUI)             | 12.19 |
| 8.        | Eugenia Osho-Williams (SLE) | 12.95 |

| Placering | Heat 4                     | Tid   |
| --------- | -------------------------- | ----- |
| 1.        | Ljudmila Kondratjeva (URS) | 11,13 |
| 2.        | Linda Haglund (SWE)        | 11.37 |
| 3.        | Heather Hunte-Oakes (GBR)  | 11.40 |
| 4.        | Emma Sulter (FRA)          | 11.56 |
| 5.        | Rufina Ubah (NGR)          | 11.75 |
| 6.        | Jennifer Innis (GUY)       | 11.79 |
| 7.        | Estella Meheux (SLE)       | 13.22 |
| 8.        | Trần Thanh Vân (VIE)       | 13.23 |

| Placering | Heat 5                     | Tid   |
| --------- | -------------------------- | ----- |
| 1.        | Sofka Popova (BUL)         | 11,35 |
| 2.        | Kathy Smallwood-Cook (GBR) | 11.37 |
| 3.        | Natalja Botjina (URS)      | 11.38 |
| 4.        | Laureen Beckles (FRA)      | 11.59 |
| 5.        | Debbie Wells (AUS)         | 11.72 |
| 6.        | Nzaeli Kyomo (TAN)         | 11.77 |
| 7.        | Carmela Bolivár (PER)      | 12.07 |
| 8.        | Ruth Enang Mesode (CMR)    | 12.40 |